# Cumminsiella standleyana
Cumminsiella standleyana är en svampart som beskrevs av Cummins 1940. Cumminsiella standleyana ingår i släktet Cumminsiella och familjen Pucciniaceae.   Inga underarter finns listade i Catalogue of Life.